# Federico Munerati
Federico Munerati (* 16. Oktober 1901 in La Spezia; † 26. Juli 1980 in Chiavari) war ein italienischer Fußballspieler und -trainer.
Munerati, auch Ricciolo genannt, spielte während seiner aktiven Karriere als Stürmer und war für seine Kraft und seine Sprintstärke bekannt.

## Spielerkarriere

### Im Verein
Federico Munerati begann seine Karriere Anfang der 1920er-Jahre bei Spezia Calcio und Novara Calcio. Im Jahr 1923 wechselte er zu Juventus Turin, wo er auch die meiste Zeit spielte. Zwischen 1923 und 1933 absolvierte der Stürmer für Juve insgesamt 256 Partien und schoss dabei 114 Tore. Beim Turiner Klub gewann er vier italienische Meisterschaften und gehörte dort Anfang der 1930er Jahre der Mannschaft des Quinquennio d’Oro an. In der Saison 1933/34 spielte er für Sampierdarenese in der Serie B, bevor er am Ende der Saison 1937/38 bei Biellese, in der dritten Liga, seine aktive Karriere beendete.

### In der Nationalmannschaft
Federico Munerati debütierte am 18. Juli 1926 beim Spiel in Schweden für die italienische Nationalmannschaft. Insgesamt absolvierte er zwischen 1926 und 1927 vier Spiele für Italien.

## Trainerkarriere
Federico Munerati löste 1940 interimsmäßig den kurz zuvor verstorbenen Umberto Caligaris als Trainer von Juventus Turin ab. Im Jahr 1941 folgte ihm Giovanni Ferrari auf dem Posten des Juve-Trainers. Dennoch trug er 1941/42 zum Gewinn der Coppa Italia bei. Nach dem Zweiten Weltkrieg trainierte Munerati Acireale Calcio, Biellese sowie Borgosesia Calcio.

## Erfolge

### Als Spieler
- Italienische Meisterschaft: 1925/26, 1930/31, 1931/32, 1932/33

### Als Trainer
- Coppa Italia: 1941/42